# Rotbold I van Provence
Rotbold I van Provence (overleden in 1008) was van 968 tot aan zijn dood graaf en van 993 tot aan zijn dood markgraaf van Provence. Hij behoorde tot het huis Provence.

## Levensloop
Rotbold was de oudste zoon van graaf Bosso II van Arles en diens echtgenote Constance, dochter van graaf Karel Constantijn van Vienne.
Na de dood van zijn vader in 968 erfde Rotbold samen met zijn jongere broer Willem I het graafschap Provence. Beide broers bleven het graafschap gezamenlijk besturen tot aan Willems dood in 993, waarna Rotbold het graafschap bestuurde samen met zijn neef Willem II. Wel erfde Rotbold na de dood van zijn broer Willem de titel van markgraaf van Provence.
Rotbold I en Willem I schonken tijdens hun bewind grondgebied aan de Abdij Saint-Victor in Marseille in april 970 en aan de Abdij van Cluny op 28 augustus 990. In 1005 schonk hij samen met zijn neef Willem II enkele privileges aan de Abdij Saint-Victor.
In 1008 stierf Rotbold I.

## Huwelijk en nakomelingen
Rotbold was gehuwd met Emilde, dochter van burggraaf Stefanus I van Gévaudan. Ze kregen een zoon Rotbold II, die zijn vader opvolgde als graaf en markgraaf van Provence. Daarnaast hadden ze ook een dochter Gerberga.